# Back to the Future: The Game
Back to the Future: The Game é um videojogo de aventura baseado na trilogia de filmes Back to the Future. O jogo é apresentado em 5 capítulos, sendo o primeiro lançado em 22 de dezembro de 2010 para PC e Mac OS X, e em 2011 para as demais plataformas. Para comemorar o 30º aniversário, em 13 de outubro de 2015 foi lançado para PS4, Xbox 360 e Xbox One.

## Argumento
Em 14 de maio de 1986, seis meses após os eventos de Back to the Future Part III, Marty McFly está tentando se adaptar a uma nova vida sem seu melhor amigo, o Dr. Emmett Brown, cujos bens estão sendo vendidos pelo banco após de seu desaparecimento seis meses antes. Marty se surpreende quando a máquina do tempo DeLorean reaparece sem motorista (sabendo que a máquina foi destruída por um comboio em outubro de 1985), com uma mensagem gravada em seu interior, feita por Doc, explicando que ele introduziu um dispositivo de segurança que automaticamente envia o carro de volta para o presente, presumindo que ele poderia ter problemas no passado e confiando que Marty será capaz de salvá-lo. Com a ajuda de Einstein, o cão do doutor Brown, Marty começa sua aventura para resgatar seu amigo.

## Episódios
| |                                                                                           |  |  |  |
| "It's about time" | PC/Mac: 22 de dezembro de 2010 PS3: 15 de fevereiro de 2011 iPad: 17 de fevereiro de 2011 |  |  |  |
| A máquina do tempo DeLorean reaparece em 1986 e Marty viaja até 1931 para resgatar seu amigo Doc Emmett Brown, que está encarcerado. Marty fará isso com a ajuda da versão do Doc aos dezessete anos. Notas: - Dirigido por Dennis Lenart - Projetado por Michael Stemmle, Andy Hartzell, Dave Grossman e Jonathan Straw - Escrito por Michael Stemmle e Andy Hartzell |                                                                                           |  |  |  |
| |                                                                                           |  |  |  |
| "Get Tannen!" | PC/Mac: 16 de fevereiro de 2011 PS3: 29 de março de 2011 iPad: 20 de abril de 2011        |  |  |  |
| Para salvar seu próprio futuro e o de Hill Valley, Marty deve evitar o assassinato de seu avô Arthur McFly e ajudar o agente Daniel Parker a prender o gângster Kid Tannen. Notas: - Dirigido por Peter Tsaykel - Projetado por Mike Stemmle, Andy Hartzell e Jonathan Straw - Escrito por Michael Stemmle e Andy Hartzell |                                                                                           |  |  |  |
| |                                                                                           |  |  |  |
| "Citizen Brown" | PC/Mac: 29 de março de 2011 PS3: 3 de maio de 2011 iPad: 26 de maio de 2011               |  |  |  |
| De volta a 1986, Marty descobre que a linha do tempo foi alterada, com Hill Valley sendo transformada em um estado policial liderado pelo Cidadão Brown, uma versão alternativa de Doc. Notas: - Dirigido por Eric Parsons - Projetado por Jonathan Straw e Andy Hartzell - Escrito por Jonathan Straw, Michael Stemmle e Andy Hartzell |                                                                                           |  |  |  |
| |                                                                                           |  |  |  |
| "Double Visions" | PC/Mac: 29 de abril de 2011 PS3: 7 de junho de 2011 iPad: 2 de junho de 2011              |  |  |  |
| Marty e a versão alternativa de Doc retornam a 1931 para reparar a linha do tempo e retorná-la ao estado normal. Notas: - Dirigido por Dave Grossman - Projetado por Michael Stemmle e Andy Hartzell - Escrito por Michael Stemmle e Andy Hartzell |                                                                                           |  |  |  |
| |                                                                                           |  |  |  |
| "OUTATIME" | PC/Mac: 23 de junho de 2011 PS3: 26 de julho de 2011 iPad: 21 de julho de 2011            |  |  |  |
| Marty consegue salvar a linha do tempo ajudando o jovem Emmett em sua exposição. Doc, voltando a ser ele, aparece com a máquina do tempo DeLorean, e ambos devem viajar no tempo até o 17 de julho de 1876 para evitar que Edna Strickland destrua acidentalmente Hill Valley. Notas: - Dirigido por Dennis Lenart - Projetado por Michael Stemmle e Andy Hartzell - Escrito por Michael Stemmle e Andy Hartzell - Michael J. Fox desempenha o papel de William McFly (bisavô de Marty) e as três futuras versões de Marty que aparecem na cena final. |                                                                                           |  |  |  |

## Elenco
| Personagem                     | Ator / Atriz        |
| ------------------------------ | ------------------- |
| Marty McFly                    | AJ LoCascio         |
| Doc Emmett Brown               | Christopher Lloyd   |
| Emmett Brown (jovem)           | James Arnold Taylor |
| Edna Strickland                | Rebecca Schweitzer  |
| Edna Strickland                | Shanon Nicholson    |
| Biff Tannen                    | Owen Thomas         |
| Irving "Kid" Tannen            | Owen Thomas         |
| Beauregard Tannen              | Owen Thomas         |
| Arthur McFly                   | Michael X. Sommers  |
| George McFly                   | Michael X. Sommers  |
| Trixie Trotter / Sylvia Miskin | Melissa Hutchinson  |
| Agente Daniel Parker           | Mark Barbolak       |
| Jennifer Parker                | Claudia Wells       |
| William McFly                  | Michael J. Fox      |
| Marty McFly (futuro)           | Michael J. Fox      |